# Timor Wschodni na Letnich Igrzyskach Paraolimpijskich 2012
Timor Wschodni na Letnich Igrzyskach Paraolimpijskich 2012 reprezentował 1 zawodnik.
Dla reprezentacji Timoru Wschodniego był to trzeci start w igrzyskach paraolimpijskich. Po raz pierwszy w 2000 roku zawodnik z tego kraju wystąpił na igrzyskach paraolimpijskich jako zawodnik indywidualny, nie startujący pod żadną flagą. Drugi start miał zaś miejsce w 2008 roku.

## Kadra

### Lekkoatletyka
Mężczyźni
| Zawodnik        | Konkurencja | Kwalifikacje | Kwalifikacje | Finał                  | Finał                  |
| Zawodnik        | Konkurencja | Wynik        | Poz.         | Wynik                  | Poz.                   |
| --------------- | ----------- | ------------ | ------------ | ---------------------- | ---------------------- |
| Filomeno Soares | 200 m T38   | 31.47        | 6.           | Nie zakwalifikował się | Nie zakwalifikował się |
| Filomeno Soares | 400 m T38   | 1:14.23      | 5.           | Nie zakwalifikował się | Nie zakwalifikował się |